# 카를로스 보네트
카를로스 보네트 카세레스(스페인어: Carlos Bonet Cáceres, 1977년 10월 2일 ~ )는 파라과이의 전 축구 선수로, 포지션은 오른쪽 윙어이다.